# Koniec Świata
Koniec Świata (Ко́нєц Шьвя́та) — польський гурт, що виник 2000 року в Катовиці; грає на межі стилів ска-панк та рок. Назва гурту польською мовою означає «кінець світу». 2008 року Koniec Świata узяв участь у фестивалі Славське Рок.

## Учасники
Теперішні
- Яцек Стеншевський «Dżeki» — спів, гітара, тексти
- Яцек Чепулковський «Czepek» — гітара, спів
- Шимон Цірбус «Szymek» — труба, бек-вокал
- Ґжеґож Імєльський «Mały» — перкусія (з 2008)
- Войцех Філіпек «Filip», «Rysiek» — бас-гітара (з 2007)

Колишні
- Марек Мжичек «Melo» — бас-гітара (2004—2007)
- Пйотр Поланецький «Piter» — перкусія (2003—2007)
- Лукаш Ґоцаль «Łuki» — перкусія (2007—2008)
- Томаш Відера — бас-гітара (2000—2004)
- Лукаш Ґмирек — перкусія (2000—2001)
- Вітек — гітара (2001)
- Себасьян Шатанік — перкусія (2001—2003)

## Дискографія
- 2000 — Korzenie
- 2002 — Symfonia na sprzedaż
- 2005 — Kino Mockba
- 2006 — Korzenie (перевидання на CD)
- 2007 — Burgerbar
- 2010 — Oranżada
- 2011 - X Lat